# Darkness: Els qui maten
Darkness: Els qui maten (títol original en danès, Den Som Dræber) és una sèrie de televisió danesa de thriller criminal creada per Ina Bruhn i produïda per Miso Film i Viaplay Group. Es va estrenar a Viaplay als països nòrdics l'1 de març de 2019 i des de llavors s'ha emès en diversos altres països. La sèrie gira al voltant dels intents de la perfiladora criminal Louise Bergstein (Natalie Madueño) de vincular assassinats no resolts. La sèrie és una reinvenció de la sèrie homònima que va ser creat per Elsebeth Egholm i es va emetre al canal danès TV 2 el 2011. S'ha subtitulat al català per a FilminCAT, que va distribuir l'última temporada de la sèrie amb el nom de Darkness: el cas final.
La sèrie va ser nominada al premi a la millor sèrie de televisió als premis Robert de 2020. El mateix any, Tessa Hoder va ser nominada al premi al millor intèrpret danès als premis Zulu, atorgats per TV 2 Zulu.